# Niko Bungert
Pour les articles homonymes, voir Bungert.
Niko Bungert est un footballeur allemand né le 24 octobre 1986 à Bochum en Allemagne. Il évolue actuellement comme stoppeur pour le FSV Mayence 05 en Bundesliga.

## Biographie

### Carrière en club
Bungert commença sa carrière en 1990 au VfB Günnigfeld. De 1996 à 2004, il joua pour le SG Wattenscheid 09 et il fut transféré en 2004 au FC Schalke 04. Il signa donc un contrat professionnel en 2005. Il fut prêté pour la saison 2006/07 au Kickers Offenbach, pour lequel il joua son premier match professionnel officiel. Il réussit à s'imposer dans l'équipe et il fut transféré au Kickers Offenbach.
Il fut transféré au 1.FSV Mayence 05 en 2008/09. Il monta en Bundesliga avec les Mainzer. Il s'imposa comme un joueur cadre de l'équipe. Son contrat est jusqu'au 30 juin 2009.

### Carrière en sélection
Bungert joua pour différentes catégories de jeunes. Il participa en 2009 à l'Euro avec l'équipe d'Allemagne U-19 et il joua 3 matchs avec l'équipe d'Allemagne espoir mais ne fut pas gardé en 2009 pour l'Euro.

## Carrière
- 1996-2004  :  SG Wattenscheid 09
- 2004-2006  :  FC Schalke 04
- 2006-2008  :  Kickers Offenbach
- 2008-..... :   FSV Mayence 05[2],[3]

## Palmarès
Néant